# Amphiascoides pygmaea
Amphiascoides pygmaea is een eenoogkreeftjessoort uit de familie van de Miraciidae. De wetenschappelijke naam van de soort is voor het eerst geldig gepubliceerd in 1905 door Norman & Scott T..